# Pneumoridae
Super-famille
Famille
Les Pneumoridae sont une famille d'insectes orthoptères, la seule de la super-famille des Pneumoroidea.

## Distribution
Les espèces de cette famille se rencontrent en Afrique.

## Liste des genres
Selon Orthoptera Species File (13 juillet 2018) :
- Bullacris Roberts, 1941
- Parabullacris Dirsh, 1963
- Paraphysemacris Dirsh, 1963
- Peringueyacris Dirsh, 1965
- Physemacris Roberts, 1941
- Physophorina Westwood, 1874
- Pneumora Thunberg, 1775
- Pneumoracris Dirsh, 1963
- Prostalia Bolívar, 1906

## Publication originale
- Thunberg, 1810 : Nya arter af Pneumorae slagtet. Kongliga Svenska Vetenskaps-Akademiens Handlingar. vol. 31, p. 54-65.